# Palazzo Baldassarre Lomellini

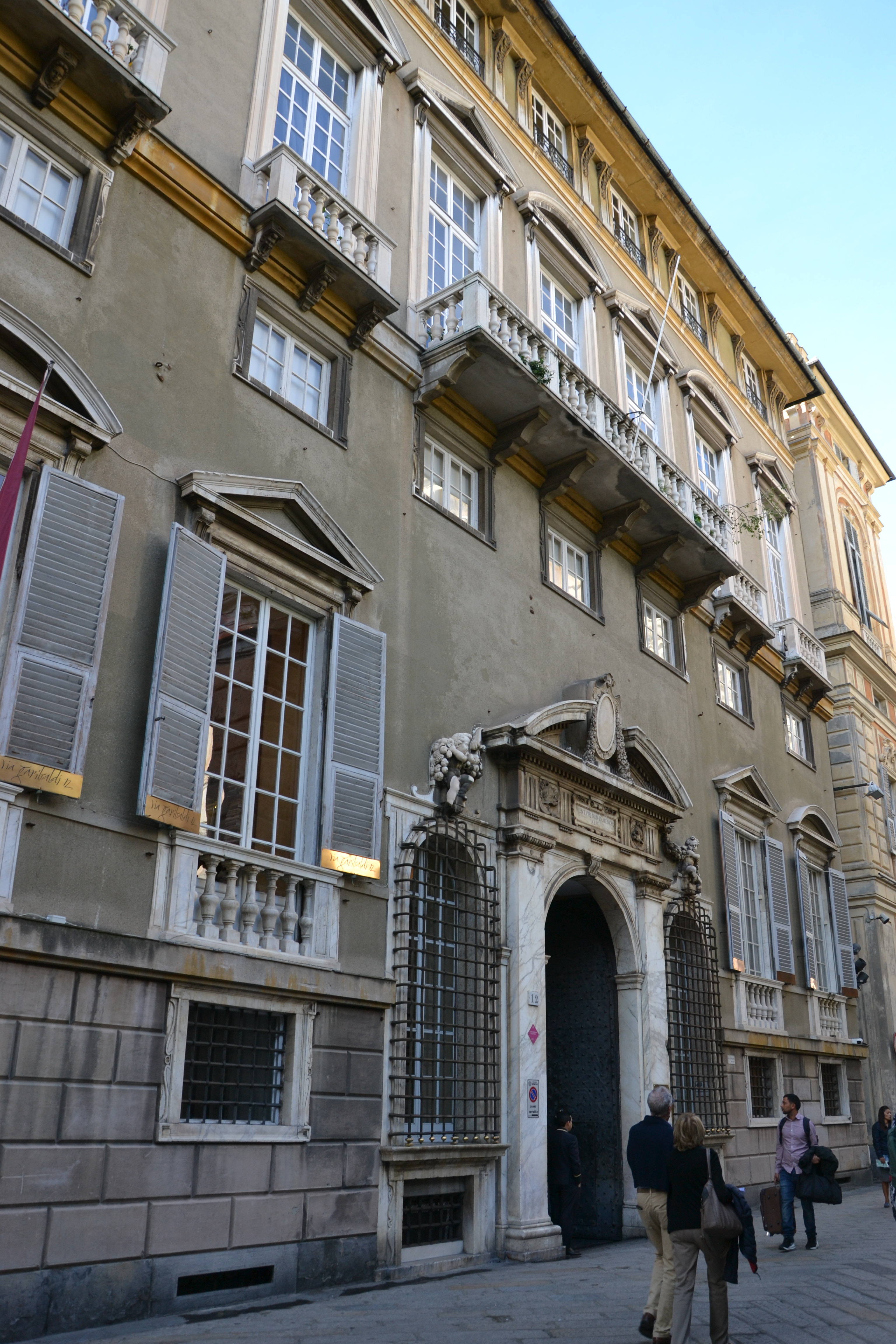

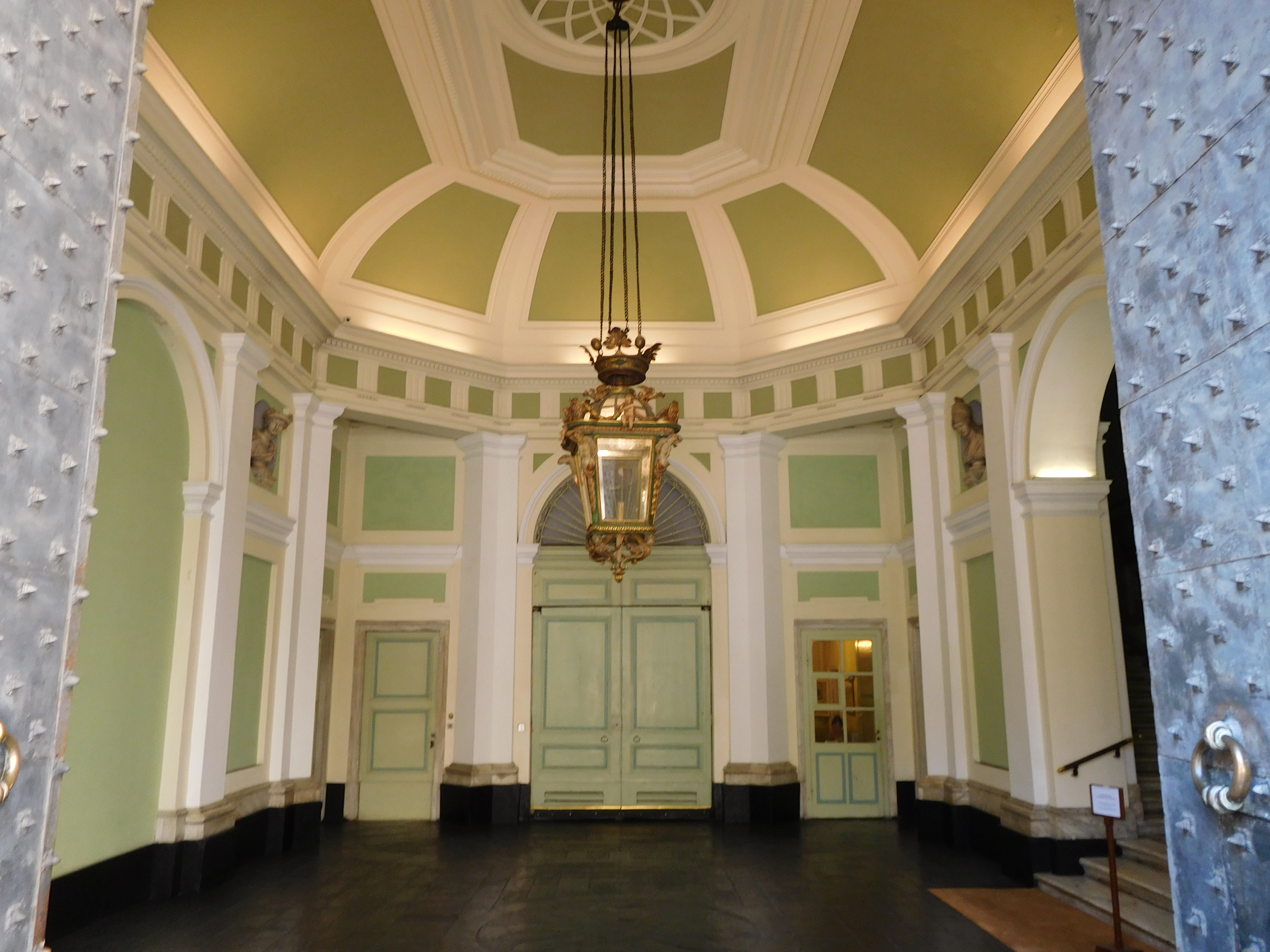
Klassizistische Eingangshalle

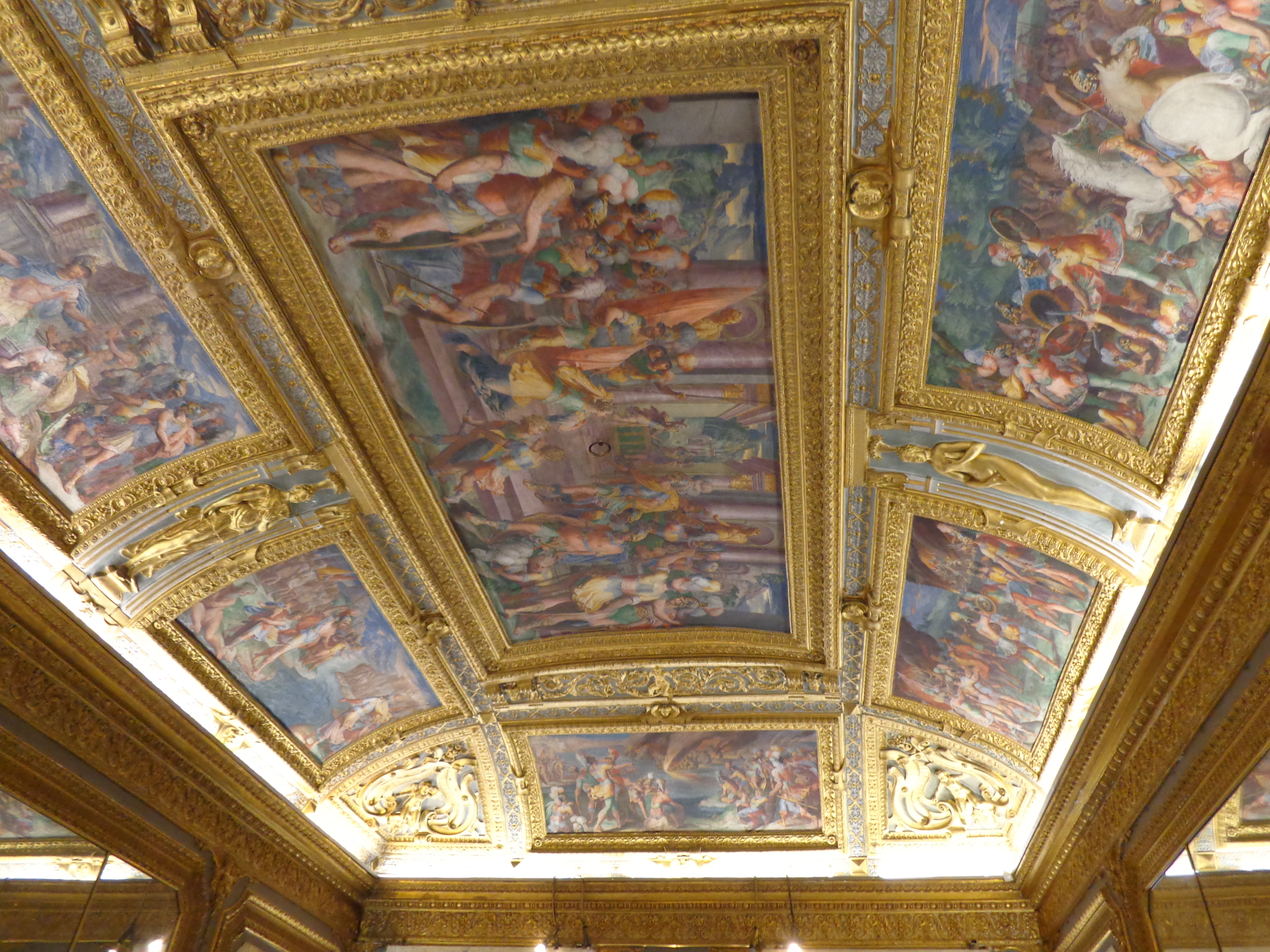
Deckengemälde Dido und Aeneas von Giovanni Batta Castello

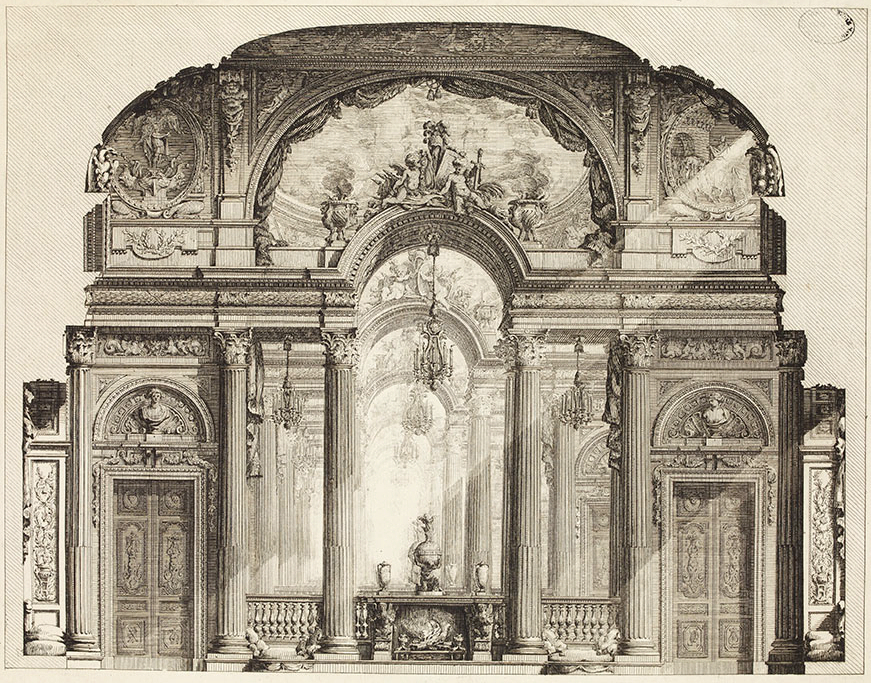
Salone del Sole aus der Encyclopédie

Der Palazzo Baldassarre Lomellini ist ein Stadtpalast in Genua, der Teil des Welterbes der UNESCO „Genoa: Le Strade Nuove and the system of the Palazzi dei Rolli“ (deutsch: Genua: Le Strade Nuove und die Palazzi dei Rolli) ist. Das Gebäude liegt an der Via Garibaldi 12.

## Geografische Lage
Der Palazzo Baldassarre Lomellini liegt an der südlichen, der Talseite der Strade Nuove.

## Geschichte
Baldassare Lomellini war Botschafter der Republik Genua in Paris und Schwiegervater von Niccolò Grimaldi, der wiederum den gegenüberliegenden Palazzo Niccolò Grimaldi (heute das Rathaus der Stadt) bauen ließ. Baldassare Lomellini beauftragte den Architekten Giovanni Ponzello mit dem Bau des Palazzo Baldassarre Lomellini, der ab 1562 oder 1563 errichtet und 1567 fertiggestellt wurde.
Als einer der Palazzi dei Rolli war er in den Rolli von 1576 bis 1664 eingetragen. Nach deren Klassifizierung, den „bussoli“, zählte er 1576, 1599 und 1614 zur Klasse eins, 1588 und 1664 zur Klasse zwei (zu den Einzelheiten dieser Eintragungen vergleiche hier). Das Gebäude ist auch in dem Werk von Peter Paul Rubens von 1622 über die Genueser Stadtpaläste dokumentiert.
Baldassare Lomellini hielt sich selten in Genua auf, der Palazzo war in erster Linie ein Statussymbol. Deshalb verkaufte er ihn an die Familie Salvago. Die Familie Salvago behielt ihn bis 1770, als der Palast in die Hände von Cristoforo Spinola überging. Diesem Erwerb folgten weitreichende Umbauten im klassizistischem Stil. Ursprünglich war Charles de Wailly der Architekt dieser Änderungen, gab die Arbeit aber bald an den Genueser Emanuele Andrea Tagliafichi weiter. Der Garten wurde durch einen mit einem Säulenumgang versehenen Hof ersetzt, der eine Terrasse mit klassizistischen Pavillons auf der Höhe des Piano nobile trägt. Die neue Eingangshalle wurde polygonal gestaltet und eine seitlich verlaufenden Treppe geht von hier aus. Das Gebäude wurde 1778 von Domenico Serra gekauft und 1917 von dem Reeder Tito Campanella erworben, der dort seine Büros einrichtete und im zweiten Piano nobile wohnte.
Bei der Bombardierung von Genua 1942 wurden der Hauptsaal, die Loggia und der Speisesaal schwer beschädigt. Nur eine Decke mit Fresken von Giovanni Batta Castello, Dido und Aeneas, und die Stuckaturen an der Westwand sind von den ursprünglichen Dekorationen des Piano nobile erhalten.

## Gebäude
Die Dekoration des Palazzo Baldassarre Lomellini ist durch die Jahrhunderte durch Zeichnungen, Grafiken und später mit Fotografien außergewöhnlich gut dokumentiert. Die Fassade zeigt nach dem Umbau, der dem Eigentümerwechsel von 1770 folgte, sieben relativ gleichmäßige Achsen. Als Rubens das Gebäude am Anfang des 17. Jahrhunderts aufnahm, war die Fassade noch viel abwechslungsreicher gestaltet: Drei eng beieinander liegende Mittelachsen und außen jeweils optisch deutlich ausgegliedert und ähnlich einem Risalit gestaltet, jeweils eine Achse. Rubens zeigt auch einen hohen Dachaufbau, ein Belvedere, das heute nicht mehr vorhanden ist.
Vom Eingangsraum führte die zentrale Treppe zu einer Loggia, von der aus sich der Blick auf den Garten öffnete. Trotz der Lage an der Talseite der Strade Nuove, die ein Gefälle im Grundstück zur Folge hat, liegt der Garten deutlich höher als die Eingangshalle. Die Umbauten im 18. Jahrhundert führten dazu, dass die beiden Bereiche durch eine Mauer getrennt wurden.
In den Umbauten, die nach 1770 erfolgten, schufen Charles de Wailly und Emanuele Andrea Tagliafichi auch die überaus prächtig dekorierte Sala dorata oder Salone del Sole, die ebenfalls 1942 zerstört wurde. Das Aussehen dieses Saales wurde durch vier Stiche von Louis Jean Desprez dokumentiert, die als Tafeln im Eintrag „Architecture“ der Supplement-Bände zur Encyclopédie ou Dictionnaire raisonné des sciences, des arts et des métiers erschienen und er wurde zu einem Ziel der Grand Tours, das etwa von Stendhal und Gustave Flaubert erwähnt wurde. Im ersten Stock befinden sich aber auch Räume, die von den Veränderungen des 18. Jahrhunderts nicht betroffen waren, darunter einer mit „römischen Szenen“ von Andrea Semino.

## Bei Rubens
|  |  |  |